# Bourbon-l'Archambault

Bourbon-l'Archambault este o comună în departamentul Allier din centrul Franței. În 1 ianuarie 2022 avea o populație de 2.542 de locuitori.